# Municipio de Howard Center
El municipio de Howard Center (en inglés: Howard Center Township) es un municipio ubicado en el condado de Howard en el estado estadounidense de Iowa. En el año 2010 tenía una población de 232 habitantes y una densidad poblacional de 2,33 personas por km².

## Geografía
El municipio de Howard Center se encuentra ubicado en las coordenadas 43°23′0″N 92°15′43″O / 43.38333, -92.26194. Según la Oficina del Censo de los Estados Unidos, el municipio tiene una superficie total de 99.76 km², de la cual 99,74 km² corresponden a tierra firme y (0,02 %) 0,02 km² es agua.

## Demografía
Según el censo de 2010, había 232 personas residiendo en el municipio de Howard Center. La densidad de población era de 2,33 hab./km². De los 232 habitantes, el municipio de Howard Center estaba compuesto por el 100 % blancos. Del total de la población el 0 % eran hispanos o latinos de cualquier raza.